# Awake (série de televisão)
Awake é uma série de televisão norte-americana de drama criada por Kyle Killen. Foi produzida pela Teakwood Lane Productions, Le11er Eleven e a 20th Century Fox Television, com Killen, Jeffrey Rainer e Howard Gordon trabalhando como produtores executivos.
Ela se passa em Los Angeles, Califórnia, e se centra na vida de Michael Britten, um detetive que vive em duas realidades separadas depois de um acidente de carro. Em uma realidade, sua esposa Hannah morreu no acidente, e na outra seu filho Rex foi morto.
A série foi concebida por Killen após criar e desenvolver Lone Star para a Fox. A NBC o encorajou a criar um conceito para um futura série de televisão. Apesar de ter se inspirado no processo dos sonhos, o roteiro de Killen foi considerado potencialmente muito complexo para o grande público norte-americano
Awake estreou nos Estados Unidos pela NBC no dia 1 de março de 2012. No final de maio, Awake tinha uma média de audiência de apenas 4.8 milhões de espectadores por episódio, ficando na 125ª posição no Nielsen Ratings. Ela foi cancelada após onze dos treze episódios produzidos terem sido exibidos, apesar de ainda terminar sua exibição com os dois episódios restantes. Apesar da vida curta da série, ela teve um grande apoio dos fãs que se uniram para criar a campanha "Salve Awake", tendo sido também muito elogiada pela crítica especializada, particularmente para os episódios "Pilot" e "Say Hello to My Little Friend".

## Visão geral
Após um acidente de carro, Michael Britten retorna para trabalhar e descobre estar vivendo em duas realidades diferentes, passando de uma para a outra quando vai dormir. Em uma das realidades, sua esposa Hannah sobreviveu ao acidente, enquanto que na outra foi seu filho Rex. Para diferenciar as duas Michael usa uma pulseira vermelha na realidade em que sua mulher está viva, e uma verde na que seu filho está vivo.
Em cada realidade, Britten tem um parceiro policial e um psiquiatra diferente, e cada um dos psiquiatras considera o outro como uma entidade não existente que Britten criou em um sonho. Apenas para eles que Britten confessa a existência das duas realidades. Além disso, tanto a esposa de Britten em uma realidade, quanto seu filho na outra, sabem sobre as ditas realidades, e nenhum sabe sobre a existência do outro. Michael e Hannah choram pela perda de Rex na realidade "vermelha", e Britten e Rex choram pela perda de Hannah na realidade "verde".
Na realidade "vermelha", Britten tem como parceiro o Detetive Efrem Vega depois que seu antigo parceiro, Isaiah "Bird" Freeman, é transferido para outro distrito. Na realidade "verde", o Detetive Freeman permanece como o parceiro de Britten, enquanto Vega ainda é um oficial.
Na realidade "vermelha", ele visita o psiquiatra Dr. Lee, recomendado pela polícia, que confronta Michael sobre o acidente, enquanto na realidade "verde" seu psiquiatra é a Dra. Evans, que é mais afetuosa. Cada doutor insiste que a outra realidade é falsa, e Britten fica inseguro sobre qual é real, ficando preocupado com sua sanidade quando detalhes de um realidade passam para outra. Na realidade "vermelha", Hannah começa a redecorar sua casa, enquanto que na realidade "verde", Rex começa a jogar tênis novamente com a antiga parceira de sua mãe, Tara.

## Elenco
| Elenco principal                        | Elenco principal                              |
| Realidade Vermelha                      | Realidade Verde                               |
| --------------------------------------- | --------------------------------------------- |
| Michael Britten (Jason Isaacs)          |                                               |
| Hannah Britten (Laura Allen)            | Rex Britten (Dylan Minnette)                  |
| Detetive Efrem Vega (Wilmer Valderrama) | Detetive Isaiah "Bird" Freeman (Steve Harris) |
| Dr. Jonathan Lee (D. B. Wong)           | Dra. Judith Evans (Cherry Jones)              |
|                                         | Tara (Michaela McManus)                       |
| Elenco recorrente                       |                                               |
| Realidade Vermelha                      | Realidade Verde                               |
| Capitão Tricia Harper (Laura Innes)     |                                               |
| Emma (Daniela Bobadilla)                |                                               |
| Capitão Carl Kessel (Mark Harelink)     |                                               |
| Dettetive Ed Hawkins (Kevin Weisman)    |                                               |
| Cole (Logan Miller)                     |                                               |

## Crítica
Em junho de 2011, Awake foi uma das oito séries que entraram na categoria de "Nova Série Mais Excitante" no Critics' Choice Television Awards, em uma votação feita por jornalistas. Awake foi bem recebida pela crítica; no agregador Metacritic a série possui um indíce de aprovação de 74/100, baseado em 28 resenhas, indicando "críticas geralmente favoráveis".